# Matías Abisab
Matías Alberto Abisab Gutiérrez (Montevideo, Uruguay 10 de septiembre de 1993) es un futbolista uruguayo. Juega como mediocentro ofensivo y actualmente milita en Blooming de la Primera División de Bolivia.

## Trayectoria
Comenzó su carrera futbolística en Bella Vista, club donde debutó profesionalmente. Luego pasaría a jugar por el Cerro.
Luego de una temporada con mucha continuidad con Rentistas; a inicios del 2021 ficha por el Cusco F. C. para afrontar la Liga 1 2021. Tuvo una temporada muy buena, siendo uno de los mejores jugadores del club cuzqueño y lográndose salvar del descenso en la última fecha, siendo renovado para la temporada 2022. Tras una buena campaña, en noviembre de 2022 es anunciado como nuevo jugador de UTC de Cajamarca de la Liga 1 peruana.
El 16 de enero de 2024 es anunciado como refuerzo de Deportes Temuco de la Primera B de Chile. El 19 de marzo de 2025 es anunciado como nuevo jugador de Blooming de la Primera División de Bolivia.

## Selección nacional

### Selección sub-20
Debutó por la Selección sub-20 de Uruguay, dirigida por Juan Verzeri, el 5 de septiembre de 2012 en un partido amistoso ante su símil de Paraguay, que resultó con victoria a favor del combinado charrúa por 2-0. Formó parte de la selección uruguaya en el Sudamericano Sub-20 de 2013, donde disputó un partido. No fue convocado al Mundial Sub-20 del mismo año.

#### Participaciones en Sudamericanos
| Competencia         | Sede      | Resultado | Partidos | Goles |
| ------------------- | --------- | --------- | -------- | ----- |
| Sudamericano Sub-20 | Argentina | 3.º Lugar | 1        | 0     |

## Clubes
| Club                | País    | Año       | Partidos | Goles |
| ------------------- | ------- | --------- | -------- | ----- |
| Bella Vista         | Uruguay | 2012-2013 | 38       | 4     |
| Cerro               | Uruguay | 2013-2016 | 40       | 3     |
| Deportivo Maldonado | Uruguay | 2016-2017 | 24       | 2     |
| Sud América         | Uruguay | 2018      | 25       | 4     |
| Rentistas           | Uruguay | 2019-2020 | 46       | 3     |
| Cusco F. C.         | Perú    | 2021-2022 | 45       | 4     |
| UTC de Cajamarca    | Perú    | 2023      | 14       | 0     |
| Deportes Temuco     | Chile   | 2024      | 19       | 3     |
| Blooming            | Bolivia | 2025-Act. | 0        | 0     |

## Palmarés
| Título           | Equipo    | País    | Año  |
| ---------------- | --------- | ------- | ---- |
| Torneo Apertura  | Rentistas | Uruguay | 2020 |
| Segunda División | Cusco FC  | Perú    | 2022 |